# SN 1988U
SN 1988U – supernowa odkryta 10 sierpnia 1988 roku w galaktyce A001418-3025. W momencie odkrycia miała maksymalną jasność 22,30m.